# Albert Niemann (chimiste)
Pour les articles homonymes, voir Albert Niemann et Niemann.
Albert Niemann, né le 20 mai 1834 à Goslar en Hanovre et mort le 19 janvier 1861 à Goslar, est un chimiste et un pharmacien hanovrien. Il est principalement connu pour avoir isolé la cocaïne en 1860.

## Biographie
Niemann grandit en tant que fils d'un instituteur. À partir de 1852, il étudie la chimie avec Friedrich Wöhler à l'université de Göttingen et devient son assistant. 
En 1859, l'explorateur autrichien Karl von Scherzer revient de l'expédition du Novara autour du monde ; il ramène de son voyage un ballot de feuilles de coca, apportée à Göttingen à la demande de Wöhler. L'année suivante, Niemann isole la forme cristalline de la cocaïne et décrit les effets anesthésiants sur la langue. En approfondissant ses travaux, il détermine son point de fusion (98 °C), notant qu'elle se décompose en acide chlorhydrique et benzoïque ainsi qu'en méthanol et ecgonine au cours du traitement à haute température. 
Niemann est mort à l'âge de 26 ans à la suite de ses travaux sur le gaz moutarde. Deux ans après son décès, son collègue Wilhelm Lossen (de), qui a repris ses recherches, établit la formule chimique de la cocaïne C17H21NO4.